# Psychoakustik
Die Psychoakustik (auch psychologische Akustik) ist ein Teilgebiet der Psychophysik. Sie befasst sich mit der Beschreibung des Zusammenhanges der menschlichen Empfindung von Schall als Hörereignis und mit dessen physikalischen Schallfeldgrößen als Schallereignis. Die Verarbeitung physikalischer Signale zu einem Höreindruck wird dabei in mehreren Stufen modelliert. Diese werden dem einzelnen Ohr und der kognitiven Signalverarbeitung zugeordnet. Die Psychoakustik untersucht also das Verhältnis von objektiv-physikalischem Reiz – den Schallwellen – und dem Eindruck dessen im Rezipienten – wie z. B. Lautheit, Schärfe, Tonheit, Rauhigkeit, Tonhaltigkeit, Impulshaltigkeit, Schwankungsstärke etc. Sie untersucht Gesetzmäßigkeiten in diesem Verhältnis, um so Hypothesen zur Verarbeitung auditiver Reize erstellen und experimentell prüfen zu können. Es sollen überindividuelle oder auch individuell unterschiedliche „Wenn-Dann-Beziehungen“ zwischen Stimulus und psychischem Erleben herausgearbeitet werden. Im musikalischen Zusammenhang betrachtet leiten sich daraus Regeln für allgemeingültige, kulturunabhängige Empfindungen ab, die als Universalien der Musikwahrnehmung bezeichnet werden. Wichtige Anwendungen der Psychoakustik liegen in der Schallwirkungsforschung, der Telekommunikation, der Audiodatenkompression und der Tongestaltung.

## Parameter
Es erweist sich als zweckmäßig, rein physikalische Parameter wie Pegel, Frequenz, Bandbreite, Dauer oder Modulationsgrad auf gehörgerechte Parameter abzubilden. In der Regel wirken dabei jeweils mehrere physikalische Größen auf eine psychoakustische Größe ein. Diese soll als einzelne Empfindung unabhängig von anderen Empfindungen beurteilt werden können. Die Skalen psychoakustischer Größen beschreiben die Stärke der Empfindung.
Die häufigsten psychoakustischen Parameter sind die Zwicker-Parameter Lautheit (Einheit sone), Schärfe (Einheit acum), Tonheit (Einheit mel), Rauhigkeit (Einheit asper) und Schwankungsstärke (Einheit vacil). Daneben sind Tonhaltigkeit und Impulshaltigkeit bedeutsame Größen; sie werden auch bei der Bildung von Beurteilungspegeln herangezogen. Das phon ist die Maßeinheit der psychoakustischen Größe Lautstärkepegel.

## Methoden
Hörversuche erheben subjektive Urteile von Versuchspersonen. Da diese Personen individuell urteilen, werden die Ergebnisse der Tests erst anhand einer statistischen Auswertung einer Vielzahl von Urteilen valide. Die Methoden zur Erhebung der Urteile werden in klassische und adaptive Methoden eingeteilt, wobei die Unterscheidung darin liegt, dass der Verlauf eines adaptiven Tests von den Urteilen der Versuchsperson beeinflusst wird, während die klassischen Methoden davon unberührt bleiben.
Klassische Methoden sind: Konstant-Stimulus-Methode, Größenschätzung, Einregelungsmethode und vollständiger Paarvergleich.
Adaptive Methoden sind: Forced-Choice-Methoden (2-AFC, 3-AFC, 4-AFC) und Békésy-Tracking.
„Kurven gleicher Lautstärke“ oder genauer „Kurven gleicher Lautstärkepegel“ (Isophone) wurden zuerst 1936 von Fletcher-Munson erstellt. Weiter wurden Messungen von Robinson-Dadson bekannt, die 1956 in die internationalen ISO-Empfehlungen R 226 aufgenommen wurden. Seit 2003 gibt es neue korrigierte Kurven als „Normal equal-loudness-level contours – ISO 226:2003 Acoustics International Organization for Standardization (ISO) 2nd edition“.

## Modellbildung

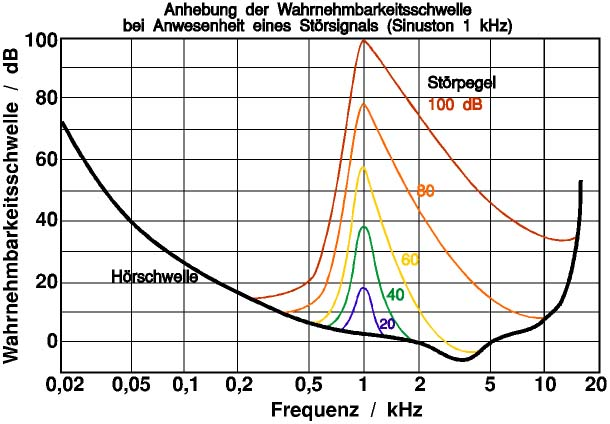
Wirkungsweise von Maskierungseffekten

Psychoakustische Tests ergeben, dass das menschliche Gehör im Wesentlichen mit einer Anzahl (z. B. 24 Bänder gemäß Bark-Skala)  von Bandpassfiltern modellierbar ist. Dieser Aufbau ist ähnlich dem Analyseteil eines Vocoders.
- Ein zentraler Begriff ist hierbei die kritische Bandbreite. Fallen zwei Töne in ein Band, so ist nur ein Ton hörbar, ggf. mit einer Amplitudenmodulation oder Rauhigkeit. Erst wenn der Frequenzabstand dieser Töne größer als die kritische Bandbreite ist, so fallen sie in zwei getrennte Filterkanäle und werden auch demnach als zwei Töne empfunden. Die kritische Bandbreite variiert über den Hörbereich, sie ist nicht konstant.
- Das Umschlagen von Rhythmus in Tonempfindung bei Erhöhung der Frequenz eines Impulsgenerators kann ebenfalls durch das genannte Modell erklärt werden.
- Das Empfinden der Tonheit (Mel) stimmt nur ungefähr mit der physikalisch messbaren Frequenz überein.
- Das Empfinden der Lautstärke stimmt nur ungefähr mit dem Logarithmus des physikalisch messbaren Schalldrucks überein.

Leise Töne werden durch naheliegende lautere verdeckt, sind also nicht wahrnehmbar, obwohl physikalisch sehr wohl nachweisbar. Ein zuerst klingendes lautes Ereignis kann ein danach folgendes Ereignis verdecken. Ein nach einem leisen Ereignis erklingendes lauteres kann ebenso das erstere verdecken. Dieses lässt Rückschlüsse auf die Verkopplung der Kanaldaten zu.
- Die Übertragung von physikalischen Messungen auf die Wahrnehmung ist nur mit der allergrößten Sorgfalt und Vorsicht möglich. So sind z. B. einfache Schallpegelmessgeräte nicht in der Lage, die Beeinträchtigung durch Lärm wiederzugeben. Es sind Fälle dokumentiert, wo Lärmdämmmaßnahmen von allen Testpersonen als positiv beurteilt wurden, jedoch von den einfachen Messgeräten als Verschlechterungen eingestuft wurden. Diese Diskrepanzen treten immer dann auf, wenn das Messgerät keine Rücksicht auf die o. g. Arbeitsweise des Gehörs nimmt.

## Wissenschaftler
Bedeutende Arbeiten stammen von:
- Amar Gopal Bose (1929–2013), Gründer der Bose Corporation
- Hermann von Helmholtz (1821–1894)
- Carl Stumpf (1848 bis 1936): Tonpsychologie, 2 Bände 1883 bis 1890 (Hauptwerk)
- H. Fletcher und W. A. Munson (* 1933)
- D. W. Robinson und R.S. Dadson: A re-determination of the equal-loudness relations for pure tones.[2]
- J. F. Schouten: The perception of pitch. Philips Technical Review 5 (1940) 286–294.
- Eberhard Zwicker (1924–1990)
- Stanley Smith Stevens (1906–1973)
- Jens Blauert (* 1938): Räumliches Hören. S. Hirzel-Verlag, Stuttgart 1974, ISBN 3-7776-0250-7.
- Georg von Békésy (1899–1972): Experiments in hearing, 1960 (Wanderwellentheorie)
- Martin Ketels (* 1943): Die Psychoakustik des Menschen. 1964
- Jobst Fricke (*geb. 1930): Intonation und musikalisches Hören. 2012

Verschiedene bekannte akustische Täuschungen – vergleichbar den bekannteren optischen Täuschungen – veranschaulichen die Komplexität des Hörens.